# 神之木町
神之木町（かみのきちょう）は、神奈川県横浜市神奈川区の町名。「丁目」のない単独行政町名。住居表示実施済み区域。

## 地理
神奈川区の北東部に位置し、東に神之木台、南に入江二丁目、西に大口通、西寺尾二丁目・三丁目と接している。

## 歴史

### 町名の由来
町内に神木があったことに由来。

### 沿革
- 1936年（昭和11年）11月1日 - 子安町字神之木、大口および西寺尾町字久保下の各一部を分離し、神之木町を新設[6]。横浜市神奈川区神之木町となる[7]。
- 1966年（昭和41年）5月1日 - 住居表示の実施に伴い、神之木町の一部を分離し、入江二丁目、西寺尾町へ編入。入江町、神之木台の各一部が神之木町に編入[7]。

### 東海道貨物線建設反対運動
町内の東西方向に東海道貨物線（羽沢線）が横断する。同貨物線の建設が進められた1960年代から1970年代にかけては、住民らによる反対運動が起き、建設予定地には団結小屋が立てられた。1978年、土地収用法により、建設予定地の土地が強制収容されると
同年9月には団結小屋も撤去された。

## 世帯数と人口
2025年（令和7年）6月30日現在（横浜市発表）の世帯数と人口は以下の通りである。
| 町名     | 世帯数    | 人口    |
| -------- | --------- | ------- |
| 神之木町 | 1,236世帯 | 2,375人 |

### 人口の変遷
国勢調査による人口の推移。
| 年                 | 人口  |
| ------------------ | ----- |
| 1995年（平成7年）  | 1,734 |
| 2000年（平成12年） | 2,016 |
| 2005年（平成17年） | 2,057 |
| 2010年（平成22年） | 2,277 |
| 2015年（平成27年） | 2,461 |
| 2020年（令和2年）  | 2,489 |

### 世帯数の変遷
国勢調査による世帯数の推移。
| 年                 | 世帯数 |
| ------------------ | ------ |
| 1995年（平成7年）  | 706    |
| 2000年（平成12年） | 824    |
| 2005年（平成17年） | 884    |
| 2010年（平成22年） | 981    |
| 2015年（平成27年） | 1,071  |
| 2020年（令和2年）  | 1,184  |

## 学区
市立小・中学校に通う場合、学区は以下の通りとなる（2024年11月時点）。
| 街区 | 小学校               | 中学校             |
| ---- | -------------------- | ------------------ |
| 全域 | 横浜市立西寺尾小学校 | 横浜市立錦台中学校 |

## 事業所
2021年（令和3年）現在の経済センサス調査による事業所数と従業員数は以下の通りである。
| 町名     | 事業所数 | 従業員数 |
| -------- | -------- | -------- |
| 神之木町 | 96事業所 | 1,120人  |

### 事業者数の変遷
経済センサスによる事業所数の推移。
| 年                 | 事業者数 |
| ------------------ | -------- |
| 2016年（平成28年） | 105      |
| 2021年（令和3年）  | 96       |

### 従業員数の変遷
経済センサスによる従業員数の推移。
| 年                 | 従業員数 |
| ------------------ | -------- |
| 2016年（平成28年） | 1,058    |
| 2021年（令和3年）  | 1,120    |

## 施設
- 神奈川警察署神之木交番
- MEGAドン・キホーテUNY横浜大口店[18]
- コジマ×ビックカメラ横浜大口店[19]
- ライフ大口店[20]

## その他

### 郵便番号
- 221-0015[3]（集配局：神奈川郵便局[21]）

### 警察
町内の警察の管轄区域は以下の通りである。
| 街区 | 警察署       | 交番・駐在所 |
| ---- | ------------ | ------------ |
| 全域 | 神奈川警察署 | 神之木交番   |